# شبکه ذخیره‌سازی
در سیستم‌های رایانه‌ای برای اتصال دستگاه‌های ذخیره‌سازی به سرورها به صورت از راه دور (Remote)، از مفهومی با نام شبکهٔ ذخیره‌سازی استفاده می‌شود. (مانند آرایه دیسک‌ها (Disk Array)) و به صورت محلی برای سیستم‌عامل سرور مربوطه نمایش داده می‌شود.

## شبکه ذخیره‌سازی (SAN)در تعریف کلی
SAN سرنام کلمات Storage Area Network به معنی شبکه ذخیره‌سازی اطلاعات است. این نوع شبکه بیشتر برای ساخت یک بستر مناسب برای انتقال داده‌ها و اطلاعات حجیم بین سرویس‌دهنده‌ها و سرویس گیرنده‌ها برپا می‌شود. (برگرفته از منبع)

## مشخصات و توضیحات تکمیلی شبکه ذخیره‌سازی (SAN)
سرویس‌دهنده ذخیره‌سازی یا (Storage Server) دارای حجم زیادی از اطلاعات است. بطوریکه برای انتقال داده‌ها و ارائه خدمات مناسب نیاز به پهنای باند بالا است. از مشخصات این نوع شبکه می‌توان داشتن بازده بالا برای انتقال حجم زیادی از داده‌ها، در دسترس بوده همیشگی سرویس‌دهنده‌ها حتی در فاصله‌های دور و طولانی، و گستردگی زیاد در ابعاد شبکه‌های محلی یا شبکه‌های شهری یا جهانی است. (برگرفته از منبع)

## NAS (Network Attached Storage) چیست؟
انباره (Storage) ذخیره‌سازی متصل به شبکه (NAS) دستگاهی است که به صورت اشتراکی در شبکه مورد استفاده قرار می‌گیرد. این دستگاه با استفاده از NFS (سیستم فایلی شبکه‌ای مختص یونیکسی)، CIFS (سیستم فایلی شبکه‌ای مختص محیط‌های ویندوزی)، FTP ،HTTP و سایر پروتکل‌ها با اجزای شبکه ارتباط برقرار می‌کند. وجود NAS در یک شبکه برای کاربران آن شبکه افزایش کارایی و استقلال از سکو را به ارمغان می‌آورد، گویی که این انباره مستقیماً به رایانه خودشان متصل است.
خود دستگاه NAS یک وسیله پر سرعت، کارآمد، تک منظوره و اختصاصی است که در قالب یک ماشین یا جعبه عرضه می‌شود. این دستگاه طوری طراحی شده که به تنهایی کار کند و نیازهای خاص ذخیره‌سازی سازمان را با استفاده از سیستم‌عامل و سخت‌افزار و نرم‌افزار خود در بهترین حالت برآورده سازد. NAS را می‌توان مثل یک دستگاه Plug-and-Play در نظر گرفت که وظیفه آن تأمین نیازمندی‌های ذخیره‌سازی است. این سیستم‌ها با هدف پاسخگویی به نیازهای خاص در کوتاه‌ترین زمان ممکن (به صورت بلادرنگ) طراحی شده‌اند. ماشین NAS برای به کارگیری در شبکه‌هایی مناسب‌تر است که انواع مختلف سرور و کلاینت در آن‌ها وجود دارند و وظایفی چون پراکسی، فایروال، رسانه جریانی و از این قبیل را انجام می‌دهند.
دسته‌ای از دستگاه‌های NAS به نام "فایلر" امکان به اشتراک گذاشتن فایل‌ها و داده‌ها را میان انواع متفاوت کلاینت‌ها فراهم می‌سازند.